# Super slave
Súper slave—conocido en español como el súper esclavo— es un personaje creado por la editorial timely comics caracterizado por sus poderes de encogerse.el personaje fue Creado por Paul gustavson y Al avison  apareció por primera vez en la revista mensual "Mystic Comics #5 de mayo de 1941.

## Historia
Los orígenes del ser llamado Super-Slave están envueltos en un misterio. Es un genio que se invoca cuando sostiene un brazalete místico y pide un deseo. Según los propios relatos del Súper Esclavo, había estado dormido durante más de 1000 años. En la década de 1940, una tormenta hundiría el barco de Cappy y su hija Jean y llevaría a Cappy a una isla desierta. Al darse cuenta de que Jean todavía estaba en el agua, desearía poder salvarla sin saber que su mano agarró el brazalete mágico, que resultó estar en la arena de la playa. El Súper Esclavo aparecería y rescataría a Jean, para sorpresa de Cappy y de ella. El Súper Esclavo les explicaría a Cappy y Jean que puede concederles cualquier deseo que deseen desearlo mientras rasca el brazalete. Después de que el superesclavo desapareciera, Cappy y Jean buscarían en la isla y encontrarían una cabaña solitaria. Al ver si alguien vivía allí, el propietario, un criminal buscado, lo sujetaría a punta de pistola. Aunque Cappy convocaría al Súper Esclavo para tratar de rescatarlos del ladrón y sus secuaces, se vería obligado a llamar al Súper Esclavo cuando su líder agarraría a Jean y amenazaría con dispararle. Encerrado en una habitación, Cappy intentaría encontrar una manera de sacarlos a salvo y volver a convocar al Súper Esclavo por accidente. Temiendo que Jean fuera lastimado, el Súper Esclavo idearía un medio para salvarlos sin riesgo de que alguien recibiera un disparo. En tamaño miniatura, el Súper Esclavo eliminaría todas las balas de las armas de los ladrones y luego las golpearía a todas para someterlas y liberaría a sus amos. Cuando Cappy y Jean huían de la cabaña, veían al "Mary J", un barco que corría ron a cargo de criminales notorios. Su destino y el destino del superesclavo siguen sin ser revelados.